# مهیت راینا
مهیت راینا (انگلیسی: Mohit Raina؛ زادهٔ ۱۴ اوت ۱۹۸۲) یک مانکن (فرد)، و هنرپیشه اهل هند است. وی از سال ۱۹۹۵ میلادی تاکنون مشغول فعالیت بوده‌است.
او در فیلم خانم قاتل سریالی و اوری بازی کرده‌است.